# Cecilia Orlando-Willberg
Cecilia Orlando-Willberg (* 8. Februar 1972 in Lidingö) ist eine schwedische Kinderdarstellerin.

## Leben
Willberg trat als siebenjährige erstmals in einer Filmproduktion auf. Sie spielte von 1979 bis 1980 in den Filmen zu Astrid Lindgrens Roman Madita Matti, die jüngere Schwester von Mia, einer Freundin Maditas. Ebenfalls 1979 war sie in dem Film Vater sein dagegen sehr (schwedisch: Jag är med barn) in einer kleineren Nebenrolle zu sehen. Danach trat sie in Film und Fernsehen nicht mehr in Erscheinung.